# Aven

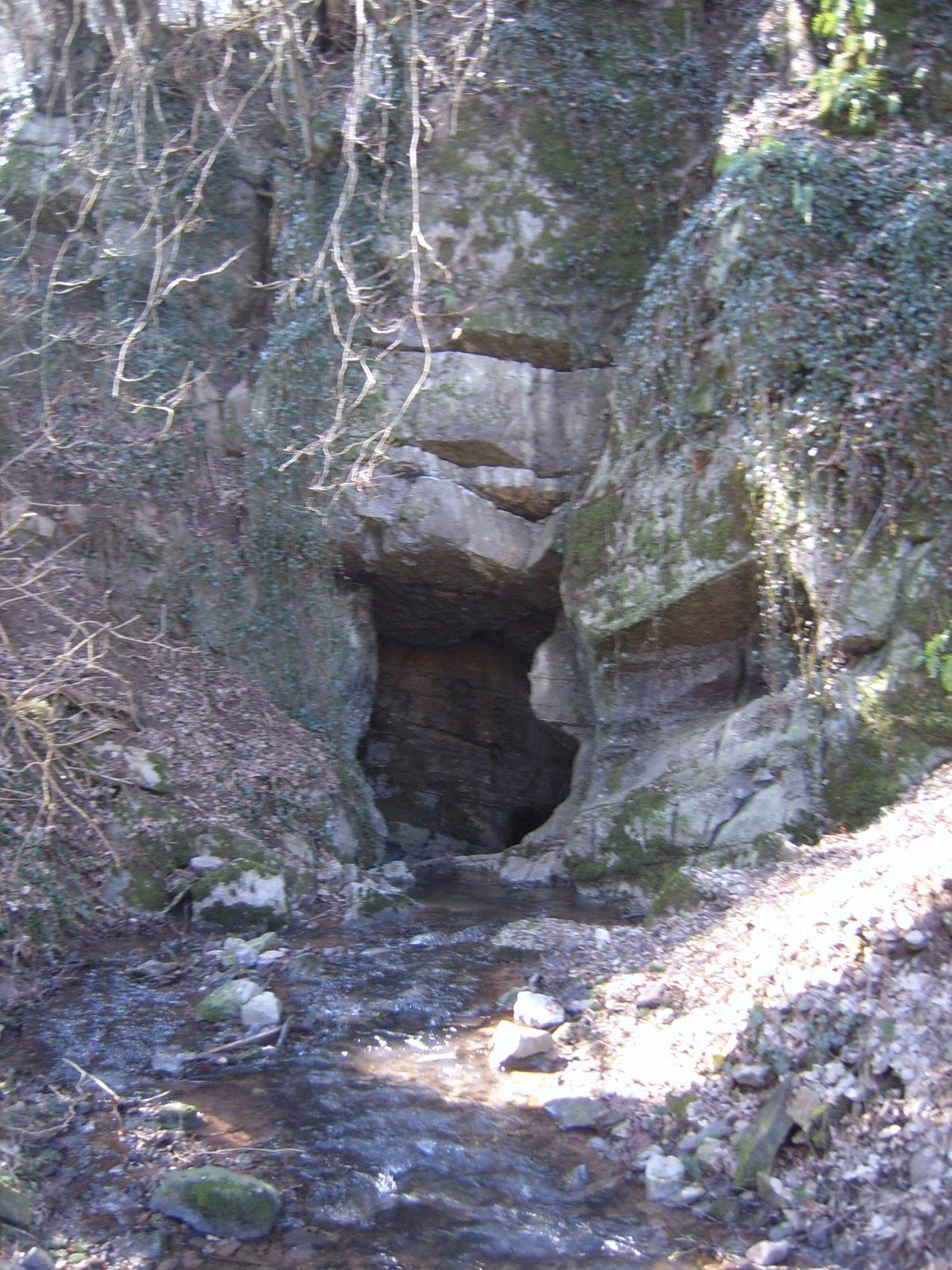
Chantoir du Sotait en Sprimont, Bélgica.

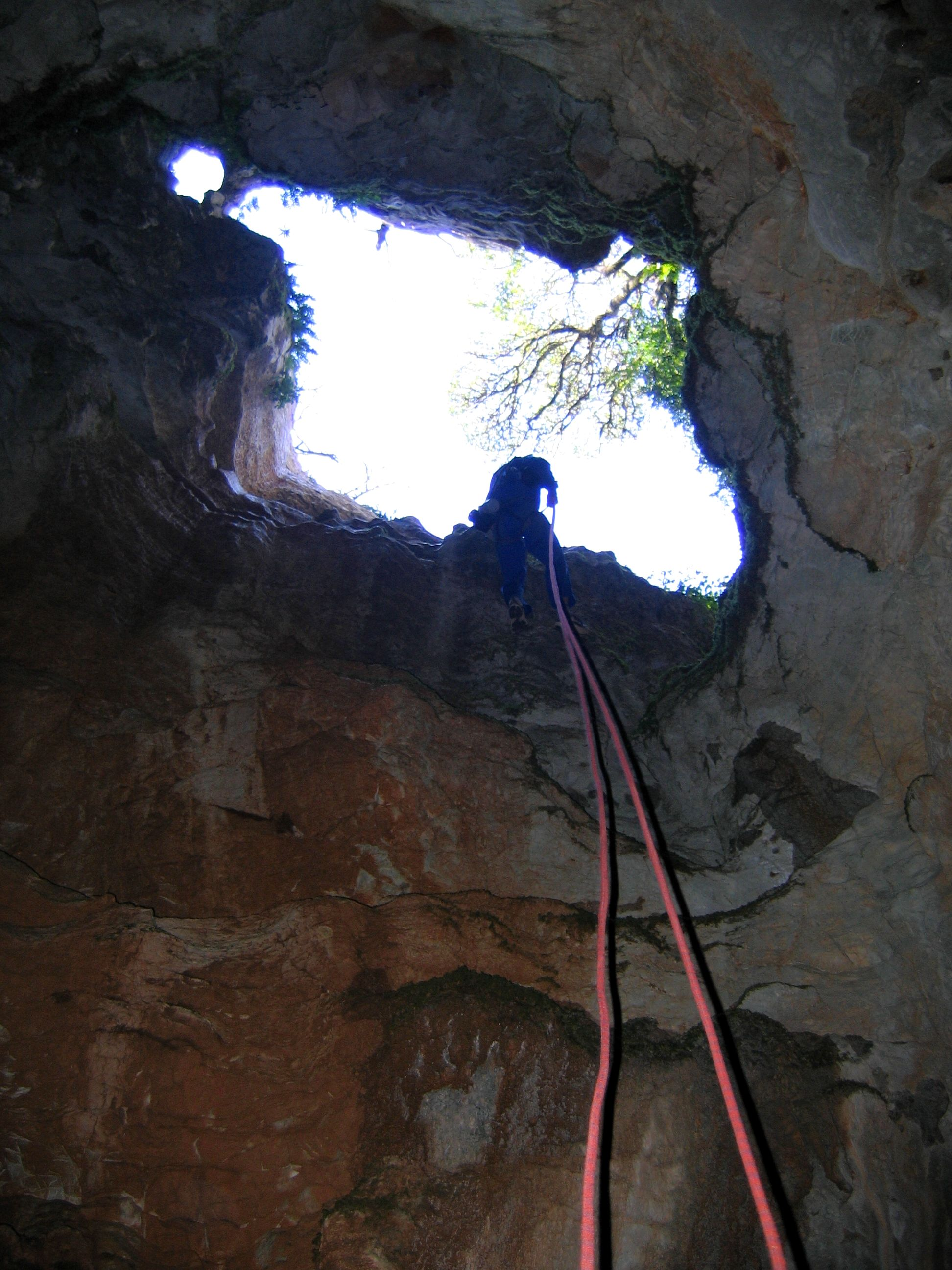
Descenso en un aven

Un aven es un término de procedencia francesa que se usa en geomorfología y que designa un tipo especial de sima característica de las regiones cársticas de los valles y mesetas del departamento de Aveyron en el macizo Central, en Francia. Por lo general, se forma por el colapso de la bóveda de una cavidad cárstica (o gruta) debido a la disolución de las capas calcáreas por el agua de lluvia.
Un aven es una cavidad en la que el acceso se abre en el suelo y que presenta, en todo o parte de su desarrollo, la forma de un pozo vertical o subvertical, por lo que en general es fácilmente accesible sin necesidad de equipo especial. Las dimensiones de la abertura de la superficie de las cavidades abiertas son muy variables: desde unos pocos decímetros a doscientos metros, e incluso la profundidad puede ser impresionante.

## Paleobiología
Algunos aven han sido verdaderas trampas que han atrapado a numerosos animales que han caído en ellos. Los cadáveres ya se han descompuesto, pero se han conservado sus osamentas, que han ayudado a los paleontólogos y los climatólogos a reconstruir las variaciones de los paleoclimas y paleopaisajes.
En Francia, uno de los aven-trampa más notable es el de Igue du Grial (departamento de Lot, cerca de la gruta de Pech Merle), donde se encuentran unos 5 m de espesor de osamentas que han permitido identificar varios miles de animales a partir de sus restos (que cambian según las épocas).

## Etimología
El término francés «aven» deriva de una palabra languedociana que se pronuncia [abεnc]. Coexisten diferentes grafías occitanas: avenc, obénc o abénc.
El término occitano se basa a su vez en la raíz céltica *ab, «agua, río» (del indoeuropeao *ab-, «las aguas» cf. latin amnis), representada por sus derivados galos, abono-, abona, temas de nombres de ríos, de donde derivan el galés afon, el bretón avon, aven, el irlandés abann «río». y los hidrónimos franceses Avon, afluente del Ardusson (Aube), Avon (Seine et Marne);; a la raíz céltica se ha adjuntado a un sufijo galo-ligur -inco. Albert Dauzat También se plantea la hipótesis de una raíz *av- presente en diversos hidrónimos (Avara > Yèvre; Avario > Aveyron) en los que la -v- sería primitiva (ver Bourges nombrado Avaricum por César, y Αυαρικον por Ptolomeo).
El nuevo nombre masculino francés «aven» se difundió a finales del siglo XIX por los estudios y las descripciones de los relieves cársticos, especialmente por los de Édouard-Alfred Martel en la región de las causses hacia 1889 (el término caūsse asimismo ha seguido el mismo itinerario con una definición francesa diferente de su significación languedociana). El término aven se utiliza preferentemente, sin que haya normas o convenciones de uso, por geólogos y espeleólogos en lugar de «gouffre» [abismo] « abîme [sima]. El término occitano tindoul sirve igualmente para designar un aven de pequeñas dimensiones.

## Sinónimos

### En Bélgica
- Adugeoir en el Entre-Sambre-et-Meuse[8]
- Abîme
- Aiguigeois en la región de Namur.
- Chantoire o chantoir (lorsque l'abîme est de petite taille).
  - Tchantwèr en valón liejo.

### En Francia
- Abime (nueva ortografía 1990 sans tréma de Abîme).
- Barrenc en Aude.
- Bétoire o bétoure en francés de Normandía.
- Chourun en el Dévoluy (Hautes-Alpes): Chourun Picard, Chourun Martin par exemple.
- Embùt (con o sin acento) en Provenza, que significa petit entonnoir en occitano.
- Endousoir o endouzoère en Champagne.
- Emposieu en el Jura (confusión de sentido con una dolina).
- Igue en quercinois.
- Ragas en idioma provenzal.
- Scialet en los Alpes del Norte (Saboya e Isère) y Sarriét en el Diois (Drôme).
- Tindoul en occitano, en Aveyron (lorsque l'abîme est de petite taille): Tindoul de la Vayssière par exemple.

### Otros
- Cenote en la península del Yucatán, en México.

## Algunos avens
- abîme de Bramabiau
- aven de Garéoult
- aven Armand
- aven d'Orgnac
- gouffre de Padirac
- avens d'Orgnac-l'Aven en (Ardèche)
- Chantoir de Rouge-Thier en Deigné (Bélgica, región valona)
- Tindoul de la Vayssière en Aveyron, remarquable de par ses dimensions.

## Topónimo
- Labencas (hameau, Aveyron)
- Avens (Lozère),
- Lavenc (Sérénac, Lot),
- Lavenças (Saint-Georges-de-Luzençon, Aveyron)